# Portulano

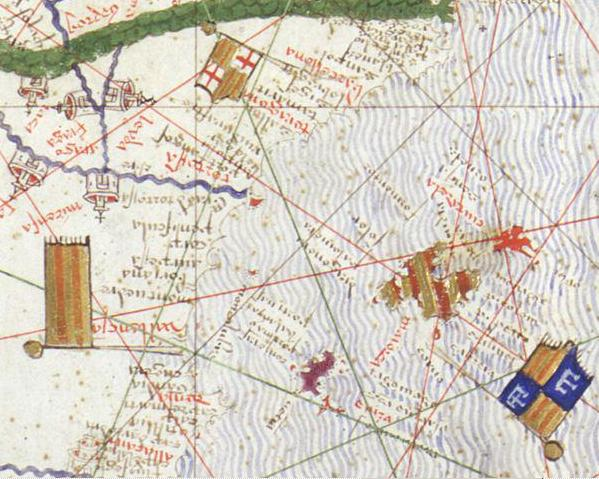
Mapamundi de Cresques, 1375: Baleares y costa mediterránea ibérica.

El Mediterráneo. Mapamundi de Cresques, 1375.

Los portulanos, también conocidos como cartas portulanas, eran manuales, generalmente con forma de libro, que se usaban en la navegación medieval y en los que aparecían listas sistemáticas de puertos (de ahí su nombre), las distancias entre ellos y las direcciones para dirigirse de uno a otro. Describían sobre todo la costa mediterránea, aunque también hubo algunos de costas atlánticas. Aparecieron en el siglo XIII d. C. y continuaron elaborándose en varias centurias, incluso muy avanzada la Edad Moderna, aunque son productos típicos de los siglos XIV y XV principalmente. Contenían información sobre distancias, vías para acceder a los puertos, peligros, bancos de arena, arrecifes y anclajes. Se caracterizan por tres circunstancias:
1. son como los actuales mapas escritos
2. tienen como fondo una retícula trazada a base de los rumbos o líneas de dirección de la rosa de los vientos.
3. son mapas con escala gráfica  llamada tronco de leguas (truncum leucae).

## Portulanos por procedencia geográfica
Por razón de su procedencia, Catow distingue tres grupos de cartas portulanas:
- italianas, elaboradas principalmente en Génova, Venecia y Roma;
- aragonesas, con Palma de Mallorca como centro de producción más destacado;
- portuguesas, en cierto modo derivadas de las mallorquinas.

### Italianos
La copiosa serie de cartas portulanas italianas se inicia a mediados del siglo XIII d. C., con la llamada Carta Pisana, que se conserva en la Biblioteca Nacional de París. Al siglo siguiente pertenecen la Carta de Carignano, desaparecida del Archivo Nacional de Florencia donde se conservó mucho tiempo; la obra cartográfica del genovés Pietro Vesconte, el ilustrador de la obra de Marino Sanudo; la de Francisco Pizigano (1373), con influencia de la estilística mallorquina; y las de Beccario, Canepa y de los hermanos Benincasa, naturales de Ancona.

### Aragonesas
La novedad de la cartografía mallorquina son las cartas náutico-geográficas, todas con estilística común en la representación de ciertos accidentes y zonas geográficas. La obra cumbre de las cartas portulanas aragonesas es el mapamundi de Cresques Abraham, de 1375, conservado en la Biblioteca Nacional de París.
Cresques Abraham era un judío mallorquín que trabajó al servicio de Pedro IV de Aragón. En su taller de buxoler (fabricante de brújulas) le ayudaba su hijo Jafuda. El título del atlas es Mapamundi, o sea, mapa del mundo y de las regiones de la Tierra con los varios pueblos que la habitan. La obra se hizo a petición del infante Don Juan, hijo de Pedro IV, deseoso de una fiel representación de oeste a este del mundo. Forman el Mapamundi 12 hojas sobre tablas, unidas unas a otras por pergamino, y en disposición de biombo. Cada tabla es de 69 por 49 cm. Las cuatro primeras se llenan con textos geográficos, tablas geográficas y astronómicas y calendarios. Lo más novedoso del Mapamundi de Cresques es la representación de Asia, desde el mar Caspio hasta Catay (China), en la que se tiene en cuenta la información de Marco Polo, Jordanus y otros.

### Portugueses
Las cartas portulanas portuguesas, de raigambre mallorquina, tienen como singularidad el sobreponer a la «araña» las líneas astronómicas del ecuador y los trópicos. Por último, la ampliación del horizonte geográfico por los portugueses y españoles demandó necesidades que no cumplían las cartas portulanas, pero aun así continuaron elaborándose en los s. XVI d. C. y XVII.

### Árabes
Se conservan tres cartas portulanas medievales escritas en árabe: el mapa de Ahmed ibn Suleiman al-Tangi de 1413-14, el de Ibrahim al-Tabib al-Mursi de 1461 y un mapa de Europa occidental, anónimo y sin fecha, conservado en la Biblioteca Ambrosiana y que se estima data de principios del siglo XIV d. C. o del XV.
Además se encuentra una descripción detallada de un mapa náutico árabe del Mediterráneo en la enciclopedia del egipcio Ibn Fadl Allah al-'Umari, escrita entre 1330 y 1348. En una obra de Ibn Sa'id al Magribi (siglo XIII d. C.) e incluso en otra de al-Idrisi (siglo XII d. C.) se encuentran descripciones anteriores, limitadas a regiones geográficas más pequeñas,

## Origen
La cuestión del origen de las cartas portulanas sigue abierta. Entre las hipótesis avanzadas por los investigadores, se pueden citar las siguientes:
- Nordenskiöld supuso que existió una carta modelo original, probablemente española y más precisamente obra de Ramon Llull, que luego fue copiada a lo largo de varios siglos conservando el trazado y los topónimos. La carta original habría sido compilada a partir de una multitud de pequeños bosquejos dibujados por marinos.
- Winter atribuyó paternidad italiana a las cartas portulanas náuticas, y española a las náutico-geográficas. Contra tal parecer se rebeló Caracci: Italiani e catalani nelle primitiva cartografía medievale (Italianos y catalanes en la primitiva cartografía medieval), libro editado en Roma el año 1958.
- En 1947 Bacchisio Motzo comparó la carta portulana más antigua, la Pisana, con el libro portulano más antiguo, Lo compasso da navigare, y dedujo que eran la obra de un mismo autor que debió vivir en Italia entre 1232 y 1258.
- Rolando Laguarda Trías estudió una carta portulana conservada en Estambul y concluyó que se trataba de una copia de un mapa trazado por Marino de Tiro hacia el año 100.[7]
- En 1985 Jonathan Lanman demostró que no era posible construir un mapa razonablemente exacto del Mediterráneo basándose en las indicaciones de libros portulanos como Lo compasso da navigare, contradiciendo así la hipótesis de Motzo.
- Tony Campbell demostró que los topónimos de las cartas portulanas sí sufrieron una evolución a lo largo del tiempo, lo cual echó por tierra una de las tesis básicas de Nordenskiöld.[8] También reveló que la Carta Pisana contenía muchos topónimos que no se encuentran en Lo compasso da navigare, quitándole aún más credibilidad a la teoría de Motzo. Campbell, constatando que se conservan 150 cartas del siglo XV, unas 30 del XIV y solo una de a lo sumo finales del XIII, opina que el origen del género debe situarse en el siglo XIII.
- Roel Nicolai concluyó, tras un estudio cartométrico de varias cartas, que su gran exactitud descarta que pudiesen ser construidas por los europeos de la Edad Media.[9][10]
- Fedor Aggeev afirma que el origen de estas cartas se remonta al Imperio romano y su red de calzadas. Postula que mapas de dicha red se debieron conservar en archivos imperiales en Constantinopla hasta su saqueo por los cruzados latinos en 1204 y la ocupación subsiguiente. Los portulanos serían copias hechas en Italia de las rutas costeras de los mapas así robados.[11]